# Gräve socken
Gräve socken i Närke ingick i Örebro härad, ingår sedan 1971 i Örebro kommun och motsvarar från 2016 Gräve distrikt.
Socknens areal är 22,42 kvadratkilometer, varav 19,33 land. År 2000 fanns här 156 invånare. Herrgårdarna Åkerby och Källtorp samt sockenkyrkan Gräve kyrka ligger i socknen. 

## Administrativ historik
Gräve socken har medeltida ursprung. 
Vid kommunreformen 1862 övergick socknens ansvar för de kyrkliga frågorna till Gräve församling och för de borgerliga frågorna till Gräve landskommun. Landskommunen inkorporerades 1952 i Tysslinge landskommun som 1971 uppgick i Örebro kommun. Församlingen uppgick 2002 i Tysslinge församling.
1 januari 2016 inrättades distriktet Gräve, med samma omfattning som församlingen hade 1999/2000.  
Socknen har tillhört fögderier, tingslag och domsagor enligt vad som beskrivs i artikeln Närke. De indelta soldaterna tillhörde Närkes regemente och Livregementets husarkår.

## Geografi
Gräve socken ligger väster om Örebro, öster om Tysslingen med Svartån som gräns i söder. Socknen är en slättbygd på Närkeslätten med skog i nordost.
Gräve socken ligger mellan Längbro socken och Ekers socken i öster, Kils socken i norr, Tysslinge socken i väster, med Tysslingen till gräns, och Vintrosa socken i sydväst, med Svartån till gräns.
Sjön Tysslingens strand åtföljs av en ås. På dess andra sida finns den mest bebyggda trakten. Genom sänkning av Tysslingen år 1863-70 frigjordes 1.000 ha tidigare vattensjuk mark, som utgör del av den Rumboslätten. Längre öster ut finnes ett parti skog, och slutligen vidtar Bredmossen på gränsen till Eker. Från mossen går en bäck till Svartån.
Genom kommunen gick förr Örebro-Svartå Järnväg med hållplats vid Gräveby.

## Fornlämningar
Ett järnsvärd med silverinläggningar har påträffats vid Åkerby.
Gårdsnamnen Nybble, Håsta och Hättinge antyder förhistoriskt ursprung. Möjligen har det funnits järnåldersbebyggelse.

## Namnet
Namnet (1314 Gräwa) kommer från kyrkbyn. Namnet innehåller grava, 'grav' syftande på en fångstgrop.

## Befolkningsutveckling
| Befolkningsutvecklingen i Gräve socken 1750–1990                                                        | Befolkningsutvecklingen i Gräve socken 1750–1990 | Befolkningsutvecklingen i Gräve socken 1750–1990 | Befolkningsutvecklingen i Gräve socken 1750–1990 | Befolkningsutvecklingen i Gräve socken 1750–1990 |
| --- | ------------------------------------------------ | ------------------------------------------------ | ------------------------------------------------ | ------------------------------------------------ |
| |                                                  |                                                  |                                                  |                                                  |
| År |                                                  |                                                  | Folkmängd                                        |                                                  |
| 1750 | 1750                                             |                                                  | 255                                              |                                                  |
| 1760 | 1760                                             |                                                  | 291                                              |                                                  |
| 1769 | 1769                                             |                                                  | 238                                              |                                                  |
| 1780 | 1780                                             |                                                  | 304                                              |                                                  |
| 1790 | 1790                                             |                                                  | 297                                              |                                                  |
| 1800 | 1800                                             |                                                  | 278                                              |                                                  |
| 1810 | 1810                                             |                                                  | 271                                              |                                                  |
| 1820 | 1820                                             |                                                  | 292                                              |                                                  |
| 1830 | 1830                                             |                                                  | 371                                              |                                                  |
| 1840 | 1840                                             |                                                  | 400                                              |                                                  |
| 1850 | 1850                                             |                                                  | 412                                              |                                                  |
| 1860 | 1860                                             |                                                  | 442                                              |                                                  |
| 1870 | 1870                                             |                                                  | 477                                              |                                                  |
| 1880 | 1880                                             |                                                  | 471                                              |                                                  |
| 1890 | 1890                                             |                                                  | 401                                              |                                                  |
| 1900 | 1900                                             |                                                  | 440                                              |                                                  |
| 1910 | 1910                                             |                                                  | 405                                              |                                                  |
| 1920 | 1920                                             |                                                  | 442                                              |                                                  |
| 1930 | 1930                                             |                                                  | 339                                              |                                                  |
| 1940 | 1940                                             |                                                  | 279                                              |                                                  |
| 1950 | 1950                                             |                                                  | 208                                              |                                                  |
| 1960 | 1960                                             |                                                  | 165                                              |                                                  |
| 1970 | 1970                                             |                                                  | 140                                              |                                                  |
| 1980 | 1980                                             |                                                  | 123                                              |                                                  |
| 1990 | 1990                                             |                                                  | 149                                              |                                                  |
| Anm: Källor: Umeå universitet - Tabellverket 1749-1859, Demografiska databasen, CEDAR, Umeå universitet |                                                  |                                                  |                                                  |                                                  |